# 国際オリンピック・アカデミー
国際オリンピック・アカデミー（英:International Olympic Academy）とはオリンピズムの普及やオリンピックに関する研究・教育を目的とする国際組織である。
ピエール・ド・クーベルタンが1937年に死去した後、彼の心臓がオリンピアの古代競技場そばに埋葬された。ギリシャのイオアニス・ケツェアスやドイツのカール・ディームとギリシャのイオアニス・ケツェアスにより1938年からオリンピアに国際オリンピック・アカデミーを設立する計画が進められたが、第二次世界大戦のため、計画は頓挫した。戦後再び計画が進められ、多大な寄付金を集め、1961年に設立された
本部はギリシャのアテネにあり、ギリシャオリンピック委員会の管轄で運営されている。日本における国内オリンピック・アカデミーとして1978年、日本オリンピック・アカデミーが設立された。